# مندوكة كبيرة
مندوكة كبيرة (الاسم العلمي: Manduca extrema) هي نوع من الحشرات تتبع جنس المندوكة من فصيلة العثث الأبو الهول.